# Trachymene buxifolia
Trachymene buxifolia är en flockblommig växtart som beskrevs av Franz Wilhelm Sieber och Kurt Sprengel. 
Trachymene buxifolia ingår i släktet Trachymene och familjen flockblommiga växter. Inga underarter finns listade i Catalogue of Life.